# أتيلا غروبر
أتيلا غروبر (بالمجرية: Gruber Attila)‏ هو سياسي مجري، ولد في 6 نوفمبر 1958 في بودابست في المجر. حزبياً، نشط في فيدس – الاتحاد المدني المجري. وقد انتخب عضو في البرلمان الأوروبي عن دائرة المجر ‏ لترشحه ضمن  قائمة فيدس – الاتحاد المدني المجري، وقد انضم خلال فترته النيابية (1 مايو 2004 – 19 يوليو 2004)  للكتلة البرلمانية الكتلة البرلمانية لحزب الشعب الأوروبي وانتخب عضو الجمعية الوطنية المجرية.